# Žanina Mirčevska
Žanina Mirčevska, slovenska pisateljica, dramatičarka, dramaturginja, *1967, Skopje (Makedonija).
Je redna profesorica za področje dramskega pisanja na Akademiji za gledališče, radio, film in televizijo v Ljubljani. Pred izvolitvijo v ta naziv je imela aprila 2020 spletno predavanje Pisanje dram v akutni krizi človeštva.

## Življenje in delo
Žanina Mirčevska se je rodila leta 1967 v Skopju, kjer je diplomirala na Akademiji za dramsko umetnost, nato pa nadaljevala podiplomski študij dramaturgije v Ljubljani, kjer je leta 1995 magistrirala. Deluje kot dramaturginja  na najrazličnejših produkcijah v Sloveniji in tujini, kot avtorica številnih strokovno-esejističnih študij o dramatiki ter seveda kot dramatičarka z obsežnim in raznolikim dramskim opusom. Živi in ustvarja v Sloveniji kot svobodna umetnica. S svojimi izvirnimi dramskimi besedili se je tri leta zapored uvrstila v ožji izbor za Grumovo nagrado in sicer leta 2005 z dramo Odstiranje, 2006 z Na deževni strani in leta 2007 z dramo  Žrelo. »Besedila so oblikovno in motivno različna, imajo pa skupna idejna izhodišča oziroma vprašanje o človečnosti v sodobnem svetu. Za vse tri drame je namreč značilno, da v središče postavljajo nekaj temeljnih značilnosti sodobne civilizacije, in sicer prva človekovo odvisnost od želja, druga hlastanje po imetju in s tem povezan strah pred izgubo ter tretja globalno pogoltnost. Našteta tri dramska besedila lahko beremo kot parabole, ki razkrivajo sodobne grehe človeštva. Ti grehi so preoblikovani v zgodbe, mnogokrat posejane s pravljičnimi podobami in fantastičnimi elementi, v katerih pa pridejo na dan tudi temne plati človeka (slehernika), izražene z nasiljem, krutostjo, sadizmom« .

### Drame
- Dies Irae (1990)
- Mesto, kjer nisem bil (1996)
- Werther & Werther (2004)
- Odstiranje (2004)
- Na deževni strani (2005)
- Žrelo (2006)
- Proces (2007)
- Konec Atlasa (2009)

### Lutkovna igra
- Dobri Zlobko (2005)

### Libreto za balet
- Krvava kontesa (1995)

### Scenarij za kratkometražni film
- Izginotje Suzane Arsove (1991)